# Agalinis nuttallii
Agalinis nuttallii là loài thực vật có hoa thuộc họ Cỏ chổi. Loài này được Shinners mô tả khoa học đầu tiên năm 1962.